# Nygren Point
Der Nygren Point ist eine felsige Landspitze an der Südwestseite der antarktischen James-Ross-Insel. Sie liegt 6 km südöstlich des Kap Broms.
Die erste Sichtung geht auf Teilnehmer der Schwedischen Antarktisexpedition (1901–1903) unter der Leitung Otto Nordenskjölds zurück. Nordenskjöld benannte es als Kap Nygren nach dem schwedischen Chemiker Gottfried Leonard Nygren (1849–1916), einem Geldgeber der Forschungsreise. Nach Vermessungen durch den Falkland Islands Dependencies Survey im Jahr 1952 entschied das Advisory Committee on Antarctic Names zu einer Anpassung der Benennung, um der Natur des geographischen Objekts als Landspitze besser zu entsprechen.